# Billy Boyd
Billy Boyd (Glasgow, 28 agosto 1968) è un attore e cantante britannico. È noto per il ruolo dello hobbit Peregrino Tuc nella trilogia de Il Signore degli Anelli.

## Biografia
Cresciuto con la nonna dopo la morte dei suoi genitori avvenuta quando aveva 12 anni e diplomato in arte drammatica alla Royal Conservatoire of Scotland, lavora per molto tempo per fiction e programmi televisivi delle emittenti scozzesi e inglesi. A 30 anni fa il suo esordio cinematografico comparendo nel cast del film Urban Ghost Story di Genevieve Joliffe. Nel 2000 viene scelto dal regista Peter Jackson per interpretare il ruolo dello hobbit Peregrino Tuc nella trilogia de Il Signore degli Anelli. Nel 2003 interpreta Barret Bonden nel film di Peter Weir Master & Commander - Sfida ai confini del mare. Due anni dopo, nel 2005 viene diretto da Douglas Mackinnon nel film The Flying Scotsman, il suo ruolo è quello di Malky.
A fine 2006 insieme a John Crawford (ex membro, sostituito da Paul Burke), Billy Johnston e Rick Martin ha fondato la band alternative rock Beecake. Boyd ne è il frontman e cantante. Il nome fu scelto dopo che Dominic Monaghan, collega di Boyd sul set de Il Signore degli Anelli e suo grande amico, inviò a Boyd la foto di una torta ricoperta da api. Il gruppo vanta un EP, Just B (2007) e due album: Soul Swimming (2010) e Blue Sky Paradise (2012). Nel 2014 incide la canzone The Last Goodbye, utilizzata nei titoli di coda del film Lo Hobbit - La battaglia delle cinque armate di Peter Jackson.

## Vita privata
Si è sposato nel dicembre 2010 con Ali McKinnon, da cui ha avuto un figlio, Jack William, nato nel 2006; come testimoni di nozze ha scelto gli attori Elijah Wood (Frodo), Sean Astin (Sam) e Dominic Monaghan (Merry), compagni di lavoro sul set della trilogia Il Signore degli Anelli.

## Filmografia parziale

### Attore

#### Cinema
- Il Signore degli Anelli - La Compagnia dell'Anello (The Lord of the Rings: The Fellowship of the Ring), regia di Peter Jackson (2001)
- Il Signore degli Anelli - Le due torri (The Lord of the Rings: The Two Towers), regia di Peter Jackson (2002)
- Master & Commander - Sfida ai confini del mare (Master and Commander: The Far Side of the World), regia di Peter Weir (2003)
- Il Signore degli Anelli - Il ritorno del re (The Lord of the Rings: The Return of the King), regia di Peter Jackson (2003)
- The Flying Scotsman, regia di Douglas Mackinnon (2006)
- Save Angel Hope, regia di Lukas Erni (2007)
- Stone of Destiny, regia di Charles Martin Smith (2008)
- Jusqu'à toi, regia di Jennifer Devoldère (2008)
- The Forger regia di Lawrence Roeck (2012)
- Macbeth, regia di Eve Best (2014)
- Mara e il crepuscolo degli dei (Mara und der Feuerbringer), regia di Tommy Krappweis (2015)
- White Island, regia di Benjamin Turner (2016)
- AmStarDam, regia di Lee Lennox e Wayne Lennox (2016)

#### Televisione
- Empty – serie TV, 6 episodi (2008)
- Le streghe di Oz (The Witches of Oz) – miniserie TV, 2 puntate (2011)
- Moby Dick – miniserie TV, 2 puntate (2011)
- Casualty – serie TV, episodio 26x20 (2012)
- Motive – serie TV, episodio 3x12 (2015)
- Snowfall – serie TV, episodio 1x08 (2017)
- Outlander – serie TV, 4 episodi (2019-2020)
- Grey's Anatomy – serie TV, episodio 15x13 (2019)
- Hollywood – miniserie TV, puntata 3 (2020)
- NCIS: Hawai'i – serie TV, episodio 1x22 (2022)
- Washington Black, regia di Wanuri Kahiu, Maurice Marable e Rob Seidenglanz – miniserie TV, 4 puntate (2025)

### Doppiatore
- Il figlio di Chucky (Seed of Chucky), regia di Don Mancini (2004)
- Sofia la principessa (Sofia the First) – serie TV, episodio 4x04 (2017)
- I Simpson (The Simpsons) – serie TV, episodio 29x01 (2017)
- Il segreto delle api (Tell It to the Bees), regia di Annabel Jankel (2018)
- Il Signore degli Anelli - La guerra dei Rohirrim (The Lord of the Rings - The War of the Rorrhim), regia di Kenji Kamiyama (2024)
- Dog Man, regia di Peter Hastings (2025)

## Doppiatori italiani
Nelle versioni in italiano delle opere in cui ha recitato, Billy Boyd è stato doppiato da:
- Corrado Conforti ne Il Signore degli Anelli - La Compagnia dell'Anello, Il Signore degli Anelli - Le due torri, Il Signore degli Anelli - Il ritorno del re
- Stefano Crescentini ne Master & Commander - Sfida ai confini del mare
- Patrizio Cigliano ne Le streghe di Oz
- Luigi Ferraro in Motive
- Gabriele Vender in Outlander
- Stefano Oppedisano in NCIS: Hawai'i
- Roberto Certomà in Washington Black

Da doppiatore è sostituito da:
- Corrado Conforti ne I Simpson
- Patrizio Cigliano ne Il figlio di Chucky
- Ivan Andreani in Dog Man